# Інститут клітинної біології та генетичної інженерії НАН України

Офіційний логотип ІКБГІ НАН України

Інститут клітинної біології та генетичної інженерії НАН України (ІКБГІ НАН України) є провідним науковим центром в галузі біотехнології рослин, піонером робіт з клітинної та генетичної інженерії в Україні. В Інституті розроблено і широко використовуються системи генетичної трансформації і конструювання трансгенних рослин, застосовуються методи молекулярно-біологічного та біохімічного аналізів отриманих рослинних форм.

## Історія
ІКБГІ НАН України було створено Постановою Президії Академії наук УРСР № 160 від 06.06.1990 згідно з розпорядженням Ради Міністрів СРСР № 736 від 11.05.1990 та Ради Міністрів УРСР № 224 від 31.05.1990 на базі Відділу клітинної біології та інженерії Інституту ботаніки ім. М.Г. Холодного АН УРСР.
На базі ІКБГІ НАН України у 1992 році створено Міжнародний інститут клітинної біології (Постанова Президії АН України № 281 від 21.10.1992).

## Підрозділи
У складі ІКБГІ НАН України є такі наукові підрозділи:
- Відділ біофізики та радіобіології;
  - Лабораторія біофізики сигнальних систем рослин
  - Лабораторія імунітету рослин
  - Лабораторія радіаційної епігеноміки
  - Лабораторія радіоекологічної надійності біосистем
- Відділ генетичної інженерії;
  - Лабораторія біології стресу та біотехнології
  - Мукачевська експериментальна база
- Відділ молекулярної генетики
- Наукова бібліотека

## Завдання та напрямки
Основними завданнями ІКБГІ НАН України є виконання фундаментальних та прикладних досліджень у галузі клітинної та молекулярної біології, генетики, генної та клітинної інженерії, біотехнології рослин та збереженні генетичних ресурсів природних та культурних флор.
Поряд з науковими напрямками, що мають фундаментальне значення, в Інституті розроблено технології клітинної та генетичної інженерії для найважливіших сільськогосподарських видів. Застосування клітинних технологій для рослин-продуцентів фармацевтичних білків і алкалоїдів виявилось ефективним засобом отримання нових біологічно активних речовин.
На цей час серед основних перспективних наукових напрямків роботи Інституту є розробка фундаментальних основ розвитку біотехнології рослин, зокрема, пошук і клонування нових генів, створення технологій генетичної трансформації для сортів сільськогосподарських рослин української селекції, розробка нормативно-правової бази України в галузі робіт з генетично-інженерно модифікованими організмами.

## Досягнення
В Інституті отримано пріоритетні наукові результати в галузі клітинної інженерії рослин, зокрема, по вивченню цитоплазматичної генетики соматичних клітин та трансмісійної генетики процесу соматичної гібридизації. Розроблено нові методи соматичної гібридизації рослин з метою одержання асиметричних соматичних гібридів, в тому числі для представників філогенетично віддалених видів. Розроблено методи отримання цитоплазматичних гібридів рослин.
В Інституті створено одну з найбільших у світі колекцій зародкової плазми рослин світової флори, яка складається з банку насіння та банку клітинних культур in vitro. Банк зародкової плазми є прикладом практичної реалізації потенціалу сучасної біотехнології для збереження генофонду світової флори, а також скринінгу нових фармацевтичних та агрохімічних речовин в рослинних екстрактах. Постановою Кабінету міністрів України № 527 від 01.04.1999 колекція віднесена до Переліку наукових об'єктів, що складають національне надбання.
В Інституті ведуться роботи в галузі біофізики та радіобіології, зокрема, вивчення молекулярно-біологічної природи процесів, що індуковані хронічним опроміненням; дослідження ролі молекулярного пізнавання у відновних процесах клітини в умовах антропогенного пресингу; розробка наукових основ фітомікробного методу дезактивації ґрунту від радіонуклідів. Досліджено молекулярні механізми сприйняття мікробних сигналів рослинами. Розроблена біотехнологія індукування стійкості до захворювань у овочевих культур.
Отримано нові дані з будови клітинних стінок деяких видів вищих базидіальних грибів. Виділено новий волокнистий матеріал "Микотон" з унікальними властивостями, які дозволяють використовувати його в сорбційних технологіях різноманітних галузей господарства.
Ведуться роботи по створенню генетично модифікованих організмів, трансгенних рослин. Розроблено технології молекулярних маркерів (ДНК-маркерів), які мають широке впровадження для селекції та генетичного поліпшення ряду сільськогосподарсько важливих культур.
Інститут видає журнал «Цитология и генетика» [Архівовано 4 жовтня 2006 у Wayback Machine.], який виходить з 1967 року з періодичністю 6 номерів на рік і повністю перекладається на англійську мову компанією Allerton Press [Архівовано 17 вересня 2008 у Wayback Machine.] (Нью-Йорк).

## Старші співробітники
Серед близько як 120 співробітників Інституту налічується три академіки НАН України, чотири члени-кореспонденти Національної та Аграрної академій наук України, 11 докторів та 52 кандидати наук:
- член-кореспондент НАН України Микола Вікторович Кучук (директор Інституту, завідувач відділом генетичної інженерії);
- академік НАН України Юрій Юрійович Глеба (Почесний директор);
- академік НАН України Дмитро Михайлович Гродзинський (завідувач відділом біофізики і радіобіології);
- член-кореспондент НАН України Олександр Петрович Дмитрієв (завідувач лабораторії імунітету рослин).

### В різний час в ІКБГІ НАН України також працювали
- академік НАН України Ярослав Борисович Блюм
- член-кореспондент НАН України Євгенія Борисівна Патон;
- член-кореспондент НАН України та НААН України Володимир Анатолійович Сідоров;

## Адміністрація
Директор – чл.-кор. НАН України Кучук Микола Вікторович
Почесний директор – академік НАН України Глеба Юрій Юрійович

Заступник директора з наукової роботи – к.б.н. Моргун Богдан Володимирович
Заступник директора з загальних питань – Руденко Микола Миронович
Вчений секретар – к.б.н. Белокурова Валерія Борисівна
Голова профкому – к.б.н. Пчеловська Світлана Анатоліївна
Головний бухгалтер – Галкіна Катерина Олександрівна